# أنطونيو كونسيساو
أنطونيو كونسيساو دا سيلفا أوليفيرا (بالبرتغالية: António Conceição da Silva Oliveira) هو لاعب كرة قدم ومدرب كرة قدم برتغالي، ولد في 6 ديسمبر 1961 في Maximinos ‏ في البرتغال. شارك مع منتخب البرتغال لكرة القدم. أما مع النوادي، فقد لعب مع سبورتينغ براغا ونادي بورتو.

## وصلات خارجية
- أنطونيو أوليفيرا على موقع قاعدة بيانات كرة القدم.إي يو (الإنجليزية)
- أنطونيو أوليفيرا على موقع بيانات كرة القدم. دي إي (الألمانية)
- أنطونيو أوليفيرا على موقع ناشيونال فوتبول تيمز (الإنجليزية)
- أنطونيو أوليفيرا على موقع عالم كرة القدم.نت (الإنجليزية)